# August Ubbelohde
August Ubbelohde, född 18 november 1833 i Hannover, död 30 september 1898 i Marburg, var en tysk jurist.
Ubbelohde blev 1857 privatdocent vid Göttingens universitet, 1862 extra ordinarie professor där och 1865 ordinarie professor vid Marburgs universitet samt 1871 ledamot av preussiska herrehuset. 
Bland Ubbelohdes skrifter, som huvudsakligen behandlar den romerska rätten, kan nämnas Über den Satz: ipso iure compensatur (1858), Die Lehre von den untheilbaren Obligationen (1862), Grundriss zu Vorlesungen über die Geschichte des römischen Privatrechts (andra upplagan 1881) samt framför allt de med synnerlig omsorg utarbetade avhandlingarna om de romerska interdikten (1889–96), som utgör band 43 och 44 av den av Christian Friedrich von Glück påbörjade "Ausführliche Erläuterung der Pandecten".